# 陆小凤传奇 (电视电影)
《陆小凤传奇》，中国大陆武侠片、动作片，为高清数字电视电影，并非单纯的电视剧，改编自古龙《陆小凤传奇》，导演邓衍成、袁英明，主演張智霖、張智堯、何润东、严宽、張達明。2007年在CCTV-6播出。

## 剧情
该片为多集电影，共分多部：
- 《陆小凤传奇之陆小凤前传》
- 《陆小凤传奇之铁鞋传奇》
- 《陆小凤传奇之大金鹏王》
- 《陆小凤传奇之绣花大盗》
- 《陆小凤传奇之决战前后》
- 《陆小凤传奇之银钩赌坊》
- 《陆小凤传奇之幽灵山庄》
- 《陆小凤传奇之剑神一笑》
- 《陆小凤传奇之凤舞九天》
- 《陆小凤传奇之血衣之谜》

## 演出
| 演员     | 角色     | 备注                           |
| 张智霖   | 陆小凤   | 第一男主角，獨門絕技“靈犀一指” |
| 何润东   | 西门吹雪 | 劍神                           |
| 严 宽    | 叶孤城   | 白雲城城主                     |
| 張達明   | 司空摘星 | 神偷                           |
| 張智堯   | 花滿樓   |                                |
| 范文芳   | 沙 曼    |                                |
| 朱 虹    | 薛 冰    |                                |
| 杨丽菁   | 无 艳    |                                |
| 吴佳妮   | 上官丹凤 |                                |
| 刘诗诗   | 孙秀青   |                                |
| 赵 亮    | 睱 儿    |                                |
| 贺丹丹   | 欧阳情   |                                |
| 张佳楠   | 孔雀王妃 |                                |
| 柏妍安   | 宫素素   |                                |
| 李 倩    | 牛肉汤   |                                |
| 吴延烨   | 金九龄   |                                |
| 王陈怡娴 | 小飞燕   |                                |

## 曲目
| 类型   | 名字     | 演唱者 | 备注 |
| 主题曲 | 《双侠》 | 无级生 |      |

## 花絮
该片拍摄于无锡影视城。
《山东网》评点张智霖时说：他把“自信、随意、聪明、童心、讨女人喜欢”的“陆小凤”传神地演了出来。严宽出演的“叶孤城”则是“严肃”版本的叶孤城。
该多集电影赢得观众的赞美，粉丝曾要求重播。